# هاجرأزيل
هاجر الشقيري أزل ، من مواليد الرباط سنة 1992، و هي كاتبة مغربية.

## سيرتها

### الطفولة والتكوين
ولدت هاجر أزل سنة 1992 بالرباط في المغرب. نشأت في الهرهورة.
و تعود أصولها إلى طنجة والخميسات ، وهي من أبوين يعملان أستاذين بكلية الطب.
التحقت بثانوية ديكارت في الرباط  حيث درست العلوم.
ثم استكملت دراستها العليا في باريس حيث انتقلت للإقامة فيها عام 2010،. حصلت على منحة التميّز الكبرى ما بين 2010 إلى عام 2015. و التحقت بالأقسام التحضيرية في تخصص العلوم الاقتصادية بباريس، ثم التحقت بكلية الدراسات العليا للتجارة HEC والمدرسة متعددة التقنيات École Polytechnique,. حيث درست الإدارة ، كما درست من أجل الحصول على درجة الماجستير في الكلية تخصص فلسفة،.

### حياتها المهنية

#### الأدب
نشرت في عام 2021 روايتها الأولى: "الوجه الآخر من الصيف L'envers de l'été ، عن دار النشر غاليمار. و تستكشف الرواية الحنين إلى العطل الماضية في منزل العائلة فضلا عن الأسرار العائلية الثقيلة التي قد يتم إخفاؤها فيه أحيانًا ، والعلاقات الأسرية غير المتكافئة التي غالبا ما تكون النساء أول ضحاياها،. " ومع أن الرواية كتبت بأسلوب رصين وزاهد، إلا أنها تحتفظ بجانب مشرق و منير يبرز أحيانًا في مقاطع غنائية تصدح بالانسجام بين الإنسان وأرضه. بل إن بعض الأجزاء تذكر برواية " الصيف » لألبير كامو الذي لا تخفي الكاتبة إعجابها به، كما ورد في جريدة لوبينيون. و مع ذلك تسعى روايتها إلى سرد قصة البحر الأبيض المتوسط متجاوزة الاستشراق الكاموي، الذي تشير إليه مقتبسة الجملة الشهيرة للأديب كاتب ياسين. : " في كتب كامو، يغيب الشعب الجزائري عمليا ».

#### اهتمامات آخرى
هاجر أزل هي أيضًا رائدة أعمال في المجال الثقافي وأستاذة جامعية ومستشارة في مجال التقنيات المدنية. و قامت لفترة بتطوير مجلة "أونوري" Onorient ، وهي مجلة إلكترونية مخصصة للإبداع في شمال أفريقيا والشرق الأوسط ، و التي انضمت إلى طاقمها في عام 2013 وأصبحت مديرتها.

### حياتها الخاصة
تعيش هاجر أزل ما بين فرنسا والمغرب,.

## عمل أدبية
- الوجه الآخر من الصيف ، إصدارات غاليمار ، 2021.